# Колумбія (річка)
Колумбія (англ. Columbia River) — річка на північному заході Північної Америки. Перетинає канадську провінцію Британська Колумбія, а також американські штати Вашингтон і Орегон . Довжина — 2000 км.
Повноводна Колумбія має льодовикове живлення і гірський швидкоплинний характер течії. Великий об'єм води і значний перепад висот на відносно короткій дистанції створює сприятливі умови для виробництва гідроелектроенергії. Колумбія є річкою з найбільшим виробництвом електроенергії в Північній Америці. На річці побудовано 14 гідроелектростанцій як в США, так і в Канаді.
Першими з європейців по річці спустилися учасники експедиції Льюїса і Кларка 1805—1807 років. У 1806—1811 роках басейн річки обстежив і наніс на карту торговець хутром і картограф Девід Томпсон. Він же став першим з європейців хто пройшов річку від витоків до гирла.

## Течія
Річка бере початок в канадській провінції Британська Колумбія, в Скелястих горах, в місці, відомому як Долина тисячі піків. Вона витікає з озера Колумбія на висоті 820 м над рівнем моря. Долина тисячі піків є широкою та довгою льодовиковою долиною, що розділяє Канадські Скелясті гори і гори Колумбія. Свої перші 320 км річка тече в північно-західному напрямку Долиною тисячі піків, прямуючи спершу через озеро Вендермір, а потім через озеро Кінбаскет. Огинаючи північний край гірського хребта Селкірк, річка стрімко повертає на південь і тече далі через регіон, відомий як Біґ-Бенд, проходячи через озера Ревелсток і Аррова. Нижче озера Аррова річка протікає повз місто Каслгар, розташованого в місці впадіння в Колумбію великої лівої притоки Кутеней. Інша значна притока, річка Понд-Орей, впадає в Колумбію приблизно в 3 км на північ від кордону США.
Далі річка продовжує текти в південному напрямку, протікаючи через східну частину штату Вашингтон, а при впадінні в неї притоки Спокан — повертає на захід. Незабаром після цього, при впадінні в Колумбію правої притоки Оканоган, річка знову повертає на південь, а при впадінні річки Уенатчі — повертає на південний схід. При злитті зі своєю найбільшою притокою, річкою Снейк, річка Колумбія різко повертає на захід і далі протягом 497 км утворює кордон між штатами Вашингтон і Орегон, аж до впадіння в Тихий океан.

## Сточище
Сточище річки — більше 670 тисяч км². і включає майже всю територію штату Айдахо, значну частину території штатів Вашингтон і Орегон, а також канадської провінції Британська Колумбія, крім того в нього входить невелика частина штатів Монтана, Вайомінг, Юта і Невада. Сточище річки можна порівняти з територією такої держави як Франція. Приблизно 1200 км течії Колумбії і майже 85 % від її сточища знаходиться в межах США. Це дванадцята найдовша річка США і шоста річка в країні за площею басейну. У Канаді, де Колумбія тече протягом 801 км і має сточище 103 000 км², вона займає 23-тє місце в країні за довжиною і 13-те місце — за сточищем .Велика частина басейну Колумбії знаходиться між Скелястими горами на сході і Каскадними горами — на заході. На території водозбору знаходиться американський національний парк Гранд-Тітон і частини парків Єллоустон, Глейшер, Маунт-Рейнір і Норт-Каскейдс, а також канадські національні парки Кутеней, Йохо , Глейшер і Маунт-Ревелсток.
За даними на 2000 рік у басейні Колумбії проживає близько 6 мільйонів чоловік, з них близько 2,4 млн осіб — в Орегоні; 1,7 млн людей — у Вашингтоні; 1 млн осіб — в Айдахо; 0,5 млн — В Британській Колумбії. Висота території змінюється від рівня моря в гирлі річки до 4392 м над рівнем моря (гора Рейнір). Досить різноманітним рельєфом обумовлені і сильні відмінності в кліматі регіону. Для висотних гірських районів характерні холодна зима і коротке прохолодне літо. Внутрішні райони характеризуються також значними температурними амплітудами і сильними посухами. Середній річний рівень опадів змінюється від більш 2500 мм в Каскадних горах, до менш ніж 200 мм в деяких внутрішніх районах. При цьому велика частина території басейну отримує менше 300 мм опадів на рік.
Сточище Колумбії межує з безліччю інших водозборів Північної Америки. На сході, Американським континентальним вододілом проходить кордон з басейном Міссурі — Міссісіпі, що несе свої води до Мексиканської затоки Атлантичного океану. На північному сході басейн Колумбії межує з водозбором річки Саскачеван -озера Вінніпег — річки Нельсон, що впадають в Гудзонову затоку Північного Льодовитого океану. Водозбори Північного Льодовитого, Тихого і Атлантичного океанів сходяться в одній точці-в вершині гори Трипл-Дівайд-Пік, розташованої в штаті Монтана.. На півночі басейн Колумбії межує з басейном річок Атабаска — Невільнича — Маккензі, несуть свої води в Північний Льодовитий океан, а на північному заході — з водозбором річки Фрейзер, що впадає в Тихий океан. На південному сході Колумбія межує з водозбором Уїнд-Рівер- Колорадо, що впадає в Каліфорнійський затоку Тихого океану. Басейни Колумбії, Колорадо і Міссурі зустрічаються в районі гірського хребта Уїнд-Рівер, в штаті Вайомінг.. На півдні водозбір Колумбії має кордон з величезною безстічної областю, відомої як Великий Басейн, а на південному заході — з кількома невеликими водозборами, найзначніший з яких — річка Кламат.

## Притоки і витрата води
Колумбія приймає понад 60 значних приток, найбільшими з яких є Снейк, Вілламетт, Кутеней і Пенда-Орейл. Кожна з цих чотирьох річок має середню витрату води більше 570 м³/с і площу басейну понад 52 000 км². Найбільша притока — річка Снейк. У місці злиття річок довжина Снейка перевершує довжину Колумбії, крім того, площа басейну Снейка в цьому місці також більше території басейну самої Колумбії
| Снейк     | 107 500 | 278 400 | 56 900 | 1610 |
| Вілламетт | 11 460  | 29 680  | 37 400 | 1060 |
| Кутеней   | 19 420  | 50 300  | 30 650 | 868  |
| Панд-Орей | 25 800  | 66 800  | 26 430 | 748  |
| Ковлитз   | 2586    | 6700    | 9140   | 259  |
| Спокен    | 17 300  | 6680    | 7900   | 224  |
| Льюїс     | 1046    | 2710    | 6125   | 173  |
| Дейшут    | 27 700  | 10 700  | 5845   | 166  |
| Якіма     | 6150    | 15 900  | 3542   | 100  |
| Венатчі   | 1350    | 3500    | 3079   | 87   |
| Оканоган  | 8340    | 21 600  | 3039   | 86   |
| Кетл      | 4200    | 10 880  | 2925   | 83   |
| Сенді     | 508     | 1316    | 2257   | 64   |
| Джон-Дей  | 8010    | 20 750  | 2060   | 58   |

Колумбія має середню витрату води близько 7500 м³/с,, що робить її четвертою річкою США за цим показником і найбільшою північноамериканською річкою за об'ємом стоку, що впадає в Тихий океан. Середня витрата в води в місці перетину річкою кордону між Канадою і США становить 2800 м³/с при площі басейну вище цього місця близько 103 000 км² (15 % від усього водозбору Колумбії). Найвища витрата води була зафіксована в місті Те-Далс в червні 1894, ще до перекриття річки греблями, і склало близько 35 тисяч м³/с. Найнижча витрата води була зафіксована в тому ж місті 16 квітня 1968 під час перекриття Колумбії греблею Джон-Дей в 45 км вище за течією і склала всього 340 м³/с. Те-Далс знаходиться в 310 км від гирла Колумбії; площа водозбору вище цього місця становить близько 610 тисяч км² (91 % від усього басейну річки).

## Геологія
Унаслідок рифтогенезу і спредингу, відбулася руйнація Пангеї — Північна Америка відокремилася від Європи і Африки, і почала рух в бік океану Панталасса, в цей час не існувало сьогоденного Тихоокеанського Північно-Західного узбережжя. Під час руху Північної Америки на захід відбулась субдукція плити Фараллон під західну окраїну Північної Америки. В результаті акреції були створені острівні дуги, що по зіткненню з Північною Америкою пізніше увійшли до складу Тихоокеанського Північно-Західного узбережжя між 150 і 90 мільйонів років тому..
Але басейн річки Колумбія залишався під водою великого внутрішнього моря аж до підняття, що відбувалося 40-60 млн років тому. Приблизно 20-40 млн років тому, в епоху еоцену і міоцену, значні вулканічні виверження часто змінювали рельєф регіону. Виносячи осад, утворений за рахунок ерозії і вивержень, річка вибудовує дельту на схід від Берегового хребта, поблизу сучасного містечка Вернонія в північно-західному Орегоні. У період близько 17-6 млн років тому величезний вилив базальтових лав покриває плато річки Колумбія, направляючи нижню течію річки в його сьогоденному напрямку. Каскадні гори починають формуватися в ранньому плейстоцені (2 млн — 700 тис. років тому). Прориваючись через хребет, що здійнявся Колумбія формує каньйон.
Наприкінці останнього льодовикового періоду басейн Колумбії зазнав удари одних з найкатастрофічніших повеней у світі. Періодичні прориви крижаної греблі озера Міссула, яке розташовувалося в західній Монтані, викликали повені на рівнинах сучасних штатів Вашингтон і Орегон. Точна кількість повеней невідомо, але геологи налічують як мінімум 40. Повені відбувалися приблизно 17 — 11 Кілороків до Р. Х.. Міссулські повені сформували місцевість Ченнелд Скебленд, що є складною мережею каньйонооподібних каналів, які часто мають безліч русел і глибоко вгризаються в базальти, що лежать в основі всього регіону. Над скеблендом височіють пласковерхі пагорби зі значним шаром ґрунту.
В останні кілька тисяч років на північному схилі каньйону річки Колумбія зійшло безліч зсувів. Величезна кількість грязьового матеріалу змивалося на південь від Столової гори і піку Грінліф в ущелину поблизу того місця, де сьогодні знаходиться гребля Бонневіль. Останній і найзначніший зсув також носить назву Бонневіль; він сформував масивну природну земляну греблю, яка охоплювала 5,6 км течії річки.
Існує широкий спектр оцінок з приводу часу утворення греблі (від 1060 до 1760 по Р. Х.), Що, ймовірно, пояснюється тим, що вона була сформована більш ніж одним зсувом. Пізніші оцінки пов'язують греблю із землетрусом 1700. Невідомо також і той час, потрібний річці на подолання цього бар'єру. Оцінки коливаються від декількох місяців до декількох років. Велика частина матеріалу залишилася на місці після прориву греблі, змістивши русло річки приблизно на 2,4 км на південь від первісного течії і сформувавши пороги. В результаті будівництва греблі Бонневіль в 1938 році були затоплені пороги, а також залишки дерев, які могли бути використані для уточнення дати зсуву

## Історія

### Перші люди
Люди населяють сточище річки Колумбія вже близько 15 Кілороків. Близько 1500 років до Р. Х. вони перейшли до осілого способу життя, заснованого головним чином на ловлі лосося. У 1962 році в печері Мармс, поблизу злиття річок Палус і Снейк, археологи знайшли сліди перебування там людини 9230 років до Р. Х. У 1996 році рештки скелета стародавньої людини віком близько 9000 років були знайдений поблизу містечка Кенневік (Кенневікська людина). Ця знахідка відродила в науковому співтоваристві суперечки з приводу заселення Американського континенту.
На території басейну Колумбії проживали багато племен індіанців. На канадському сегменті річки це насамперед сінікст, Оканоган,  шусвап  і ктунаха. На південь від сучасного кордону з США проживали  Колвілл , Спокан,  кер-д'Ален , Якама, Не-Персе, кайюси, палуси, юматілла і Кауліц. Верхів'я річок Снейк і Салмон були домівкою для шошонів і Беннок. Поблизу річки Колумбія проживали також племена Чинук.
Усні перекази описують утворення і руйнування «Мосту богів» — природного мосту, що з'єднував дві сторони ущелини річки Колумбія. Існування мосту підтверджується геологічними даними про зсув Бонневіль. Історії про Міст богів описують міст як результат битви богів, представлених горами Адамс і Маунт-Худ за любов богині, представленої вулканом Сент-Хеленс. Індіанські перекази про міст різняться в деталях, але в цілому подібні в тому, що міст сприяв кращій взаємодії племен північної та південної сторони річки.
Коні, що спочатку були придбані в іспанському Санта-Фе-де-Нуево-Мексико, дуже поширилися серед індіанців. Коні досягли шошонів у 1700 році, а не-персе, кайюсів і салішів — близько 1730.
Коні сильно змінили життя індіанців басейну; зросла мобільність, особливий розвиток отримала торгівля на великі відстані, інтенсивнішим стало полювання, активізувалися військові дії, почали з'являтися великі племінні конфедерації. Ні-персе і кайюси тримали великі табуни коней; щорічно вони здійснювали далекі поїздки на Великі Рівнини, щоб пополювати на бізонів. Ці племена в значній мірі перейняли культуру рівнин, вони ж стали і каналом, через який коні стали проникати до інших племен регіону. Втім, інші індіанці брали коней і деякі аспекти культури рівнин досить нерівномірно. Якама, юматілла, палус, спокан і кор-дален також мали значні табуни, проте рибалка і як і раніше грала в їхній економіці важливу роль. Найменше поява коней і культура рівнин вплинула на племена молу, клікітат, венатчі і оканоган, які, проте, все ж тримали деяку кількість коней і перейняли деякі риси культури рівнин. Майже незмінним залишилося життя таких племен як санпойл і неспелем, культура яких як і раніше базувалась на ловлі риби.
Тубільці сточища неодноразово стикалося з європейцями протягом XVIII і XIX століть. Європейські та американські судна досліджували узбережжі поблизу гирла річки наприкінці XVIII століття, ведучи торгівлю з місцевими племенами. Контакти з європейцями виявилися згубними для індіанців, значна їх частина загинула від епідемії віспи. Канадський дослідник Олександр Маккензі перетнув внутрішні райони сучасної Британської Колумбії у 1793 році. Експедиція Льюїса і Кларка 1805—1807 років також стикалася з численними поселеннями місцевих жителів. У середині XIX століття зіткнення з європейцями привели до значних втрат серед індіанців і втрати контролю над землями їх проживання.
Риба займала центральне місце в економіці та культурі народів басейну Колумбії. Улов звозили в ряд торгових постів, розташованих вздовж річки. Селіло-Фолс на схід від сучасного міста Те-Далс був важливим центром торгівлі та взаємодії різних культур протягом близько 11 тисяч років. До контактів з європейцями, населення кількох сіл, які вишикувалися вздовж річки на ділянці довжиною 14 км, могло досягати час від часу до 10 тисяч чоловік.
Іншими важливими торговими постами і місцями рибної ловлі були Каскадські пороги, ущелина річки Колумбія, водоспади Кетл, пороги Священика тощо.

### Відкриття європейцями і дослідження
Деякі історики вважають, що японські або китайські судна досягали північно-західного узбережжя Північної Америки задовго до європейців, можливо вже близько 219 року до Р. Х..
Втім, невідомо, причалювали вони поблизу гирла Колумбії чи ні. Існують докази, що у 1679 році узбережжя досягли іспанці що зазнали аварії. Вони намагалися торгувати з клатсопами, але чи були вони першими європейцями, які побачили річку Колумбія достеменно невідомо.
У XVIII столітті був відзначений інтерес до відкриття водного шляху, що з'єднує Атлантичний океан з Тихим. Передбачалося наявність річки, що з'єднує західне узбережжя з Міссурі або з Гудзоновою затокою. У пошуках цієї річки північно-західне узбережжя досліджували безліч кораблів, головним чином, під іспанським і британським командуванням. Першим документально підтвердженим відкриттям Колумбії було плавання Бруно-де-Есет, який побачив гирло річки в 1775 році. Але Есет не дослідив гирла і припустив, що це затока, назвавши його Енсенада-де-Асунсьйон. Після плавання Есет річку шукав британський мореплавець і торговець хутром Джон Мірес, який в 1788 році прийшов до висновку, що її не існує
Він назвав мис, що відзначає крайній південний захід сучасного штату Вашингтон мисом Розчарування (Cape Disappointment), так і не помітивши, що цей мис знаходиться у північній частині гирла річки.
Капітан королівського військово-морського флоту Великої Британії Джордж Ванкувер проплив повз гирла річки в квітні 1792 і виявив в цьому місці зміну кольору води, проте, взявши до уваги доповідь Мірес, проплив мимо, продовживши свою подорож на північ. Трохи пізніше, у тому ж місяці, Ванкувер зустрівся з американським капітаном Робертом Греєм в протоці Хуан-де-Фука. Грей стверджував, що бачив гирло Колумбії і провів 9 днів в надії увійти туди, проте марно..
12 травня 1792 Грей повернувся на південь, досліджував гирлі річки і пройшов на 21 км вгору за течією. Місію Грея з торгівлі хутром фінансували бостонські купці, що спорядили його судно під назвою Columbia Rediviva — «Відроджена Колумбія». 18 травня Грей дав річці ім'я за назвою свого судна.
Дослідження річки Колумбія Греєм згодом використовували США як аргумент у своїх домаганнях на територію Орегона.
У жовтні 1792 Ванкувер послав другу людину в своїй команді, Вільяма Броутона, вгору по річці. Броутон дійшов до річки Сенді на західному краю каньйону річки Колумбія, що знаходиться приблизно в 160 км від гирла річки. Броутон формально оголосив річку, її басейн і прилегле узбережжі британською територією. На відміну від нього, сам Грей ніяких претензій від імені США не робив.
У зв'язку з тим, що Колумбія знаходиться на одній широті з річкою Міссурі, припущення про існування сполучення між ними залишалися популярними. На британській карті 1798 це повідомлення було навіть позначено пунктирною лінією. У своїй експедиції 1803—1805 років Льюїс і Кларк досліджували велику частину американського заходу, не знайшовши сполучення між річками. Після перетину Скелястих гір дослідники побудували каное і спустилися вниз по річці Снейк. Досягнувши Колумбії, вони спершу піднялися на кілька миль вгору за течією, а потім спустилися вниз аж до гирла річки, де заснували Форт-Клатсон, що проіснував менше трьох місяців.
Канадський мандрівник Девід Томпсон з Північно-Західної компанії провів зиму 1807-08 років на торговому посту Кутен-Хаус, поблизу витоку річки і сучасного міста Інвермер, Британська Колумбія. У наступні роки він досліджував велику частину річки, а також її північні притоки. У 1811 році він дістався до гирла річки, де незадовго до цього Тихоокеанською хутряною компанією було засновано Асторія. На своєму шляху назад на північ Томпсон досліджував решту річки. Таким чином, він був першим з європейських і американських дослідників, що подорожував по всій течії Колумбії.
У 1825 році Компанія Гудзонової затоки заснувала на березі Колумбії Форт-Ванкувер, який розташовувався на місці сучасного міста Ванкувер, штат Вашингтон. Форт було засновано як штаб-квартира округу Колумбія, що охопила значну територію на захід від Скелястих гір. Компанія Гудзонової затоки переорієнтовувала напрямки своєї діяльності до Тихого океану через річку Колумбія, яка стала основним водним шляхом регіону.
На початку 1840-х років регіон почали заселяти американці через Орегонський шлях, хоча Компанія Гудзонової затоки перешкоджала появі тут американських поселень. Багато переселенці на заключному етапі своєї подорожі спускалися по річці Колумбія до форту Ванкувер. Ця ділянка від Те-Далс до Форт-Ванкувер був найпідступнішою частиною шляху, що сприяло будівництву (1846) Дороги Барлоу.
Згідно конвенції 1818 США і Британія погоджувалися на рівні права у використанні Орегону на 10 років. У 1828 році, коли термін дії конвенції було продовжено на невизначений період, висловлювалися пропозиції щодо встановлення кордону по нижній частині річки Колумбія. Довгі роки регіон фактично перебував під контролем Компанії Гудзонової затоки. Спроби американців закріпитися тут не віталися. Тим не менш, в 1830-ті роки в декількох поселеннях у нижній течії річки були створені американські релігійні місії. У спробах зберегти своє домінування, Компанія Гудзонової затоки переходить від занепалої торгівлі хутром до експорту вигідніших товарів — лосося та пиломатеріалів. Незважаючи на британський інтерес, у тому числі інтерес Компанії Гудзонової затоки, у встановленні кордону по річці Колумбія, по Орегонського договору (1846) межа була проведена по 49-й паралелі. Річка при цьому стала кордоном між американськими територіями Орегон і Вашингтон, які набули статусу штатів США у 1859 і 1889 роках відповідно. На рубежі XX століття складності навігації по Колумбії вважалися перешкодою для економічного розвитку регіону.

## Гідротехнічні споруди

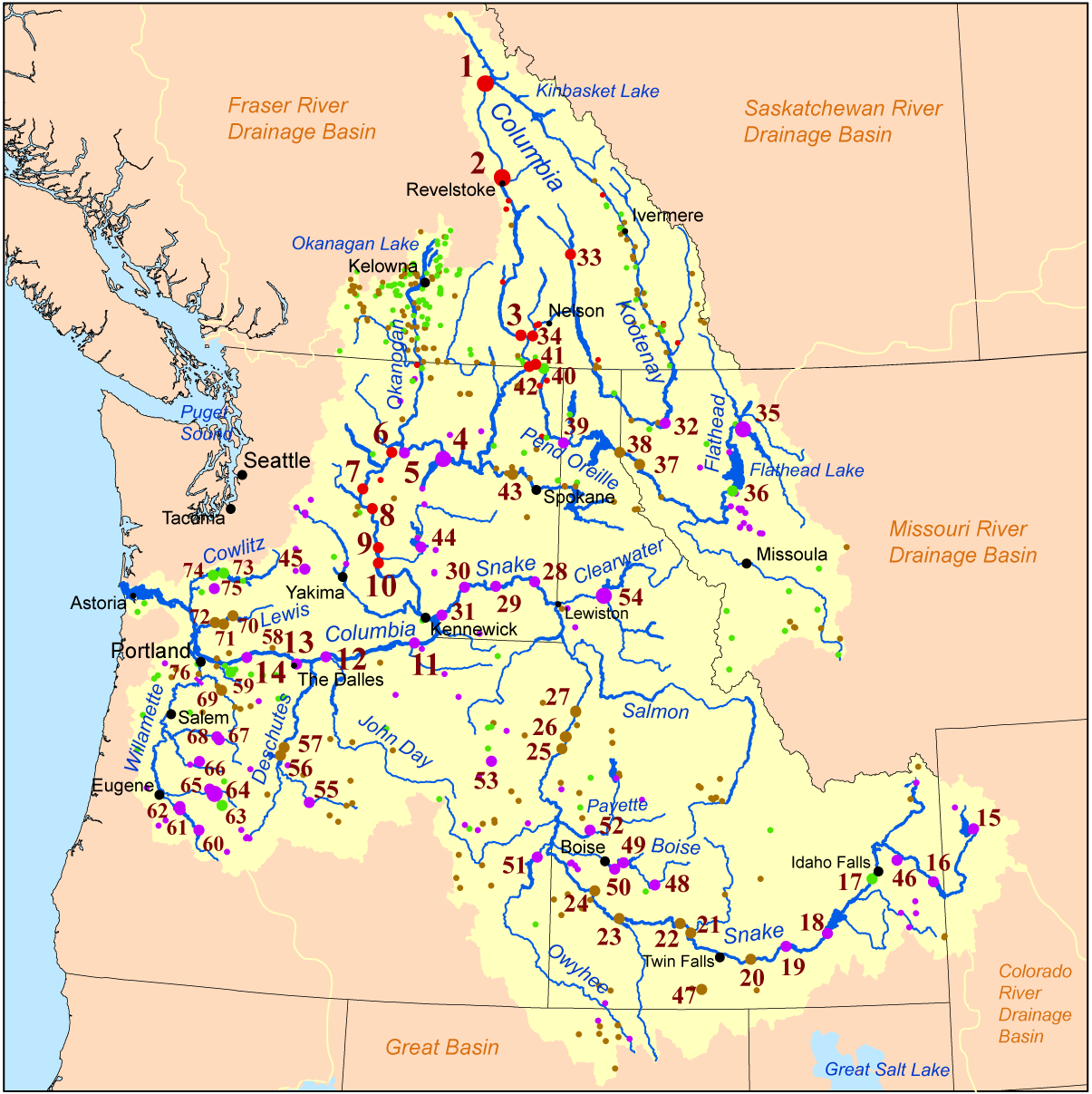
Кольорові позначення приналежності гребель:
Уряд США
Комунальні організації
Уряди штатів і округів
Приватні

У 1902 році для того, щоб допомогти економічному розвитку посушливого заходу було створено Комітет меліорації США.
Одним з основних проєктів, початих ним, було будівництво греблі Гранд-Кулі, що забезпечувало зрошення території 2400 км² (600 тис. акрів) в центральній частині штату Вашингтон.
З початком Другої світової війни основною метою будівництва гребль стало виробництво електроенергії. До питань іригації повернулися після закінчення війни.
Розвиток річки бере початок з Договору про прикордонні води між США і Канадою (1909). Конгрес США прийняв Закон про річки і бухти (1925), направивши інженерний корпус сухопутних військ і федеральну енергетичну комісію вивчити питання про розвиток річок країни. Це спонукало різні агентства провести фінансові аналізи по частині розвитку гідроенергетики.
Наприкінці 1920-х років політичні сили північного заходу країни в цілому підтримували будівництво приватних гідротехнічних споруд на річці Колумбія. Але, перемога (1930) кандидата у депутати Джорджа Джозефа, а потім і його партнера — Джуліуса Меєра продемонструвала сильну громадську підтримку на користь державної власності гребель
У 1933 році президент країни Франклін Рузвельт підписав закон, що дозволив будувати греблі Бонневіль і Гранд-Кулі як громадські роботи.
У 1948 році сильні повені відзначалися майже на всій території басейну Колумбії. Вони зруйнували Ванпорт, друге за величиною місто в Орегоні, а також принесли серйозної шкоди землям на півночі аж до містечка Трейт, Британська Колумбія.
Конгрес США прийняв Закон про боротьбу з повенями (1950), спрямований на федеральні розробки з будівництва додаткових гребель і знаходження інших шляхів по боротьбі з повенями. В той же час, місцеві громади почали ставитися обережніше до федеральних проєктів в галузі гідроенергетики і прагнули до місцевого управління новими розробками. Відділ з управління комунальними послугами в окрузі Грант, Вашингтон, зрештою почав будівництво греблі на порогах Праєст.
У 1960-ті роки США і Канада підписали Договір про річку Колумбія, положення якого фокусувалися на забезпеченні контролю над повенями і максимізації виробництва електроенергії в нижній течії річки.
Канада погоджувалася з будівництвом гребль і створенням водосховищ, а США — з постачанням електроенергії до Канади. Канадські зобов'язання вилилися в спорудження трьох гребль (2 на Колумбії і 1 на річці Дункан), остання з яких був завершена в 1973 році.
На середину 2010-х безпосередньо на річці Колумбія є 14 гребель (3 в Канаді і 11 в США). Чотири греблі на Колумбії і чотири нижніх гребль на річці Снейк мають системи шлюзів, що дозволяє судам проходити від Тихого океану аж до Льюїстон, штат Айдахо. Всього ж річкова система має більше 400 гребель, як для виробництва електроенергії, так і для іригації. Греблі відповідають також цілому ряду інших потреб, у тому числі регулювання течії і поліпшенню умов судноплавства.
Найбільші греблі управляються урядом країни (деякі — інженерним корпусом сухопутних військ, а деякі — комітетом меліорації), в той же час, менш значні греблі управляються відділами з управління комунальними послугами та приватними енергетичними компаніями. Уряд країни управляє системою, що включає 31 греблю на Колумбії і її притоках.
Греблі сильно вплинули на ландшафт річки та річкові екосистеми. Колись Колумбія славилася великою кількістю лосося, але з будівництвом гребль місцеві популяції значно скоротилися. На деяких дільницях були встановлені спеціальні сходи, які можуть забезпечити проходження риби вгору за течією для нересту. Гребля Чиф-Джозеф не має подібних рибопропускних споруд та повністю блокує міграції риби вище за течією..

### Іригація
Проєкт басейну Колумбії, запропонований комітетом меліорації, охоплював головним чином центральну частину штату Вашингтон, що відрізняється багатими лесових ґрунтами. Декількома групами розроблялися альтернативні пропозиції, але, у 1933 році Франкліном Рузвельтом був прийнятий Проєкт басейну Колумбії. Центральною частиною проєкту була гребля Гранд-Кулі; після завершення будівництва, води Колумбії заповнили гирло стародавньої річки Гранд-Кулі, що протікала колись по дну каньйону, сформувавши водосховище Банкс. У 1935 році замість спочатку задуманих 60—90 м (200—300 футів) висота греблі була збільшена до 150 м (500 футів).
Основним призначенням проєкту було зрошення, але з початком Другої світової війни зріс попит на електроенергію для виробництва алюмінію, а також для розробок ядерної зброї в Хенфордському комплексі. Іригація почалася лише в 1951 році.
Проєкт забезпечував водою більше 670 тисяч акрів родючих земель, перетворивши регіон у важливий сільськогосподарський центр. Основні культури цього регіону є фрукти, картопля, люцерну, буряк, бобові, м'яту і винний виноград.
Починаючи з 1750 Колумбія зазнала 6 великих багаторічних посух. Найтриваліша — 12 років, була відзначена в середині XIX століття; тоді стік річки зменшився на 20 % порівняно з середнім показником. Вчені були стурбовані, що подальші подібні посухи будуть мати серйозні наслідки в цьому регіоні, настільки залежному від річки.
Від невеликої посухи 1992—1993 років постраждали багато виробників сільськогосподарської продукції. Безліч фермерів в центральному районі штату Вашингтон побудували невеликі греблі за свій рахунок. Департамент екології штату за допомогою аерофотозйомки оцінив, що в регіоні є близько сотні подібних споруд, більша частина з яких — нелегальні. За останні роки прорвало 6 таких гребль, що принесло чималий збиток як сільськогосподарським угіддям, так і дорогам. 14 фермерських господарств регіону пройшли через процес, що дозволяє будувати греблі легально.

### Гідроенергетика
Потужну течію і значний ухил (40,9 см/км) річки Колумбія створюють величезний потенціал для виробництва електроенергії. Для порівняння, ухил Міссісіпі становить лише 12,3 см/км. Таким чином, одна лише Колумбія має третю частину всього гідроенергетичного потенціалу США.
Гідротехнічні споруди Гранд-Кулі та Чиф-Джозеф є найбільшими в США
і одними з найбільших у світі.
Недорога енергія сприяла розвитку алюмінієвої промисловості. У 2000 році американський північний захід виробляв 17 % всього світового алюмінію і 40 % алюмінію США Посухи на початку XXI століття знизили генеруючу потужність річки, завдавши шкоди промисловості. На 2003 рік США виробляють лише 15 % від світового алюмінію; багато заводів в басейні Колумбії діють, або були повністю закриті.
У той же час, електроенергія Колумбійського каскаду ГЕС як і раніше залишається порівняно недорогою. В останні роки багато компаній у галузі високих технологій, такі як Google перевели свої серверні ферми в район річки, щоб скористатися дешевою енергією
.

## Судноплавство
Американський капітан Роберт Грей і британський мореплавець Джордж Ванкувер, що дослідили річку в 1792 році, довели можливість заходу суден до гирла Колумбії. Багато проблем пов'язані з проходженням між Тихим океаном і річкою залишилися і сьогодні, незважаючи на інженерні зміни гирла. Судноплавство на Колумбії почалося з курсуванням пароплава  Beaver  в 1836 році.
Початок курсування американських суден у 1850 році стало потужним поштовхом до економічного розвитку регіону.
Пароплави використовувалися на декількох ділянках річки: від Тихого океану до порогів Каскейдс, від Каскейдс до водоспадів Селіо, від Селіо до гирла річки Снейк, на Венатчи-Рич в східному Вашингтоні, а також в Британській Колумбії.
Ще в 1881 році промисловці запропонували зміну природного гирла Колумбії для поліпшення навігації. Довгі роки зміни полягали в побудові хвилеломів в гирлі річки, днопоглиблювальних роботах, побудові каналів і шлюзів. Сьогодні океанські вантажні судна можуть проходити вгору по річці до Портленда, а баржі — аж до Льюїстону (Айдахо). У 1891 році були проведені великомасштабні днопоглиблювальні роботи. Русло між Тихим океаном і Портлендом було поглиблене з 5,2 м до 7,6 м. Газета The Columbian заявила, що русло буде поглиблено до 12 м вже до 1905 року, проте такий рівень був досягнутий лише до 1976 року. Проєкт з побудови каналу і шлюзів на порогах Каскейдс було закінчено у 1896 році,
що дозволило пароплавам безпечно проходити через каньйон річки Колумбія. Канал Селіо, що огинає однойменні водоспади, було відкрито для річкових суден в 1915 році.
Будівництво гребель в середині XX століття і пов'язане з цим створення водосховищ призвело до того, що велика частина порогів опинилася під водою. Розгалужена система шлюзів дозволила суднам легко проходити з одного водосховища в інше. Судноплавний канал, що дозволяє досягти Льюїстон і проходити вздовж річок Колумбія і Снейк, було завершено у 1975 році. Одним з основних товарів, що перевозяться по річці, є пшениця, що йде головним чином на експорт. Більше 40 % всієї пшениці експортованої США перевозиться на баржах по Колумбії.
Виверження вулкана Сент-Хеленс у 1980 році призвело до зсувів в цьому районі, що значно зменшили глибину річки на ділянці довжиною понад 6 км, завдавши збитків економіці Портленда.

### Поглиблення фарватеру
Спроби збереження і поліпшення фарватеру тривають і сьогодні. У 1990 році були проведені нові дослідження про можливість подальших днопоглиблювальних робіт в нижній течії Колумбії. Подальші плани були спірними з самого початку через економічні труднощі і екологічні проблеми.
У 1999 році Конгрес дозволив поглиблення фарватеру на ділянці від Портленда до Асторії з 12 до 13 м, щоб дозволити великим контейнерним суднам і баржам досягати Портленда.
Але, проєкт зустрів заперечення опозиції через побоювання можливості розлиття токсичних речовин в річку. Захисники навколишнього середовища, що базуються в Портленді, подали позов проти інженерного корпусу армії США, але він був відкинутий Дев'ятим окружним апеляційним судом у серпні 2006 року.
Проєкт включає зменшення шкоди навколишньому середовищу; зокрема, інженерні війська США повинні зменшити в 12 разів площу водно-болотних угідь, які постраждають при здійсненні проєкту. Роботи над цим проєктом почалися в 2005 році і планувалося завершити їх у 2010. Вартість проєкту становила близько 150 млн $; федеральний бюджет оплачує 65 % від цієї вартості, штати Орегон і Вашингтон платять по 27 млн $ кожен, сума, що залишилася була поділена між шістьма місцевими портами.